# Барсуков, Евгений Захарович
Евгений Захарович Барсуков (16 (28) марта 1866, Смоленск — 12 января 1957, Рига) — русский и советский военачальник, создатель русской тяжёлой артиллерии, учёный, генерал-майор артиллерии (1944), доктор военных наук, профессор, действительный член Академии артиллерийских наук, лауреат Сталинской премии.

## Биография
Родился в Смоленске в дворянской семье офицера 16 (28) марта 1866 года.
Общее образование получил в Орловском Бахтина кадетском корпусе (военной гимназии). Начал службу 3 октября 1883 года, поступив вольноопределяющимся в Александровское военное училище.
В 1885 году окончил училище и был направлен младшим офицером (подпоручиком) в 25-ю артиллерийскую бригаду. Произведён в поручики 14 августа 1888 года.
Штабс-капитан с 1895 года. В том же году окончил 2 класса Николаевской академии Генерального штаба. С 25 мая 1898 г. по 16 января 1899 на должности помощника столоначальника Главного управления казачьих войск, получает чин капитана. Преподает в Тверском кавалерийском училище.
С 1899 года служил в Главном артиллерийском управлении (ГАУ):
16 января — 21 ноября 1899 г. — помощник столоначальника ГАУ);
21 ноября 1899 г. — 11 мая 1900 г. — помощник делопроизводителя канцелярии артиллерийского комитета ГАУ;
11 мая 1900 г. — 8 апреля 1909 г. — делопроизводитель делопроизводства ГАУ для ведения дел по перевооружению полевой артиллерии.
С 21 августа 1905 года подполковник. 6 декабря 1908 года за отличие по службе произведён в полковники.
С 8 апреля 1909 г. по 15 сентября 1910 г. — начальник мобилизационного отделения ГАУ.
В 1910—1915 годах — штаб-офицер для поручений при генерал-инспекторе артиллерии великом князе Сергее Михайловиче. Правитель дел канцелярии, состоял членом Артиллерийского комитета ГАУ, комиссии по составлению артиллерийских уставов и наставлений и комиссии по преобразованию армии при Главном управлении Генштаба. Одновременно преподавал в Офицерской артиллерийской школе. 6 декабря 1915 года за отличие по службе произведён в генерал-майоры.
В Первую мировую войну Высочайшим приказом от 5 января 1916 года генерал-майор Барсуков был назначен начальником Управления полевого генерал-инспектора артиллерии при Верховном главнокомандующем, являлся председателем комиссии по организации тяжёлой артиллерии особого назначения (ТАОН). С декабря 1917 года — начальник артиллерийского управления при Верховном Главнокомандующем.
После Октябрьской революции 1917 года перешёл на сторону Советской власти. С 10 апреля 1918 в РККА инспектор артиллерии и помощник военрука Западного участка отрядов завесы, с сентября — председатель Ликвидационной комиссии Западного участка отрядов завесы и помощник военного руководителя Западного района обороны, с октября — помощник командующего Западной армией, с декабря 1918 года по октябрь 1919 года — военный руководитель Западного округа.
По состоянию на 12 апреля 1921 г. Барсуков служил завучем Смоленских военно-технических курсов на Западном фронте, затем работал в Управлении ТАОН.
С 1923 года офицер перешёл на преподавательскую работу, руководителем тактики на курсах комсостава Западного фронта и Западного военного округа.
С октября 1924 года на научной работе: состоял для особых поручений в Военно-историческом отделе, переименованном в феврале 1925 года в Управление по исследованию и использованию опыта 1-й мировой войны, а в июле 1926 года — в Научно-уставной отдел Штаба РККА.
С мая 1932 года — в распоряжении Штаба РККА. 22 июля 1934 года в возрасте 68 лет вышел в отставку, продолжив заниматься военной наукой.
В 1940 г. ему были присвоены военное звание генерал-майора артиллерии и военно-научное звание доктора военных наук.
В 1941 г. Е. З. Барсуков стал профессором, в сентябре 1944 года получил чин генерал-майора артиллерии в отставке. В 1946 г. стал действительным членом Академии артиллерийских наук, удостоился награждения орденом Ленина, орденами Красного Знамени и Трудового Красного Знамени.
Евгений Захарович Барсуков скончался 21 января 1957 г. в г. Москве. Похоронен в Риге на кладбище Райниса.

## Научные труды
Барсуков является автором более 50 военно-научных работ. Самыми важными являются 2-томный труд «Русская артиллерия в мировую войну» (1938—1940) и 4-томный «Артиллерия русской армии (1900—1917 гг.)» (1948—1949). За первую из работ в 1942 году Барсуков получил Сталинскую премию.
В 1-м томе его фундаментального четырёхтомника рассмотрено комплектование артиллерии личным составом, качественные характеристики строевых частей (полевая, тяжелая, зенитная, артиллерия ближнего боя), подробно рассмотрены технические характеристики состоявших на вооружении конкретных типов и образцов орудий. Показаны эволюция технического оснащения артиллерии в 1914—1918 гг. и боеприпасы вплоть до технического устройства гильз, капсюлей и пр.
2-й том охватывает проблемы артиллерийского снабжения, от вопросов мобилизации промышленности до снабжения русской артиллерии орудиями и боеприпасами в военное время войны, включая стрелковое оружие.
3-й том посвящен тактике русской артиллерии в оборонительном, наступательном, встречном бою, освещает специфику боевых действий конной и горной артиллерии.
4-й том посвящен боевой подготовке артиллерии.

## Награды
СССР
- орден Ленина[8]
- орден Красного Знамени
- орден Трудового Красного Знамени (5 декабря 1944[9])
- Сталинская премия II степени (10 апреля 1942) — за военно-исторический труд «Русская артиллерия в мировую войну», т. I и II, опубликованный в 1938—1940 годах

Российская империя
- Орден Святого Станислава 2-й степени (1904)
- Орден Святой Анны 2-й степени (1906)
- Орден Святого Владимира 4-й степени (1912)
- Орден Святого Владимира 3-й степени (17.05.1915)
- Орден Святого Станислава 1-й степени (30.07.1916)

## Сочинения
- Подготовка России к мировой войне в артиллерийском отношении. — M., 1926;
- Русская артиллерия в мировую войну. Т. 1—2.— М., 1938—40;
- Артиллерия русской армии (1900—1917 гг.). Т. 1 — 4. — М., 1948—49.
- Барсуков Е. З. Мое военное прошлое. Воспоминания 1866—1954 гг. — Смоленск, Край Смоленский, 2018